# Überfall auf die Zionskirche
Der Überfall auf die Zionskirche am 17. Oktober 1987 war ein Angriff von rechtsradikalen Skinheads auf Besucher eines Element-of-Crime-Konzertes in der Zionskirche in Ost-Berlin. Der Überfall, die Strafprozesse und das damit einhergehende Medienecho führten erstmals zu einer öffentlichen Auseinandersetzung mit Neonazis in der DDR. Das Ministerium für Staatssicherheit führte danach eine geheime Untersuchung über Skinheads in der DDR durch. Im Umfeld der DDR-Opposition, die auch in der Zionskirche beheimatet war, bildeten sich Ende 1987 die ersten Antifa-Gruppen. Der Überfall wurde als Zäsur wahrgenommen, bereits bestehende rechtsradikale und nationalistische Strömungen im Osten Deutschlands wurden sichtbar und konnten nicht mehr unter dem Mantel des staatlich verordneten „Antifaschismus“ verschwinden.

## Geschichte

### Punks und Skinheads in der DDR bis 1987
Es gab in der DDR in der zweiten Hälfte der 1980er Jahre – besonders in Ost-Berlin – eine aktive und vielfältige Jugendkultur, zu der auch Punks und Skinheads gehörten. Nicht alle der Skinheads gehörten der rechtsextremen Szene an, die Übergänge zwischen Punks und Skins waren vor allem zu Beginn der 1980er Jahre noch fließend. Dies änderte sich ab 1983, als ein großer Teil der Skinheads die Punkbewegung verließ. Einige der am Überfall auf die Zionskirche beteiligten Skinheads waren ehemalige Punks.
In Ost-Berlin gab es 1987 einige hundert Skinheads, dazu Sympathisanten. Die Übergänge der Skinhead-Szene zu Hooligans im Umfeld der beiden Ost-Berliner Oberliga-Klubs BFC Dynamo und FC Union waren fließend. Auch wenn zwischen den Fans von BFC und Union wahrlich keine „Fanfreundschaft“ bestand, gab es zwischen den Skinheads und gewaltbereiten Fans beider Klubs auch Verbindungen. Erste organisierte Gruppen von rechtsextremen Skinheads in Ost-Berlin entstanden 1983. Die „Lichtenberger Front“ wurde 1986 in Berlin-Lichtenberg gegründet und von Ingo Hasselbach sowie dessen Freund André R. geführt. Mitglieder dieser Gruppe waren am Überfall auf die Zionskirche beteiligt, wobei Hasselbach aufgrund einer Haftstrafe das perfekte Alibi hatte.
Die evangelische Kirche der DDR bot Punks einen gewissen Freiraum, auch Auftrittsmöglichkeiten bis hin zu kleinen Festivals wie dem Alösa-Frühlingsfest an der Erlöserkirche. Dies war jedoch immer von den jeweiligen Pastoren und dem Gemeindekirchenrat abhängig, es gab nur wenige Kirchen, die als Punk-freundlich galten. Dazu gehörte auch die Zionskirche, die zudem in der Nähe von besetzten Häusern lag. Eine gewisse Organisation dieser oppositionell gesinnten und jugendnahen Kreise über einzelne Gemeinden hinweg bot ab 1986/1987 die Kirche von Unten. Die Zionskirche mit der dort 1986 gegründeten Umwelt-Bibliothek war auch eines der Zentren der Kirche von Unten in Ost-Berlin.

### Vor dem Konzert
Das Konzert der West-Berliner Indie-Rock-Band Element of Crime in der Ost-Berliner Zionskirche hatten Aktivisten der oppositionellen Netzwerke Kirche von Unten und Umwelt-Bibliothek organisiert, Letztere war in der Zionskirche ansässig. Die zentrale Person in der Vorbereitung war Silvio Meier. Dessen Bruder hatte die DDR verlassen und lebte in West-Berlin – zufällig im selben Kreuzberger Mietshaus wie Paul Lukas, Bassist von Element of Crime. So kam der Kontakt zur Band zustande. Im Juli 1987 fand der erste Auftritt von Element of Crime in der Zionskirche statt. Das Ganze wurde als „Andacht mit Musik“ deklariert, entsprechend wurde das Genehmigungswesen der staatlichen Konzertagentur umgangen. Bei diesem Konzert waren etwa 200 Zuschauer anwesend.
Nach diesem Erfolg überzeugte Silvio Meier den Gemeindekirchenrat der Zionskirche davon, in der Kirche ein größeres Konzert zu veranstalten, obwohl im Kirchenschiff gebaut wurde. Ab dem 17. September stand der Konzerttermin fest und wurde in der jugendlichen Subkultur Ost-Berlins bekannt – es gab ein von Silvio Meier handgemaltes Plakat, ansonsten lief die Werbung über Mundpropaganda. Vorband sollte die Ost-Berliner Punkband Die Firma sein. Die Mitglieder von Element of Crime kamen erst am Tag des Auftritts aus West-Berlin mit Tagesschein über die Grenze. Um dabei nicht aufzufallen, brachten sie kein Equipment mit, sondern wollten auf den Instrumenten von Die Firma spielen. Einer der Musiker hatte zumindest sein eigenes Mundstück für die geliehene Trompete der Firma dabei.
Am 16. Oktober 1987, also am Vortag des geplanten Konzerts, kam es vor dem Haus der jungen Talente (HdjT) in Mitte zu einer Auseinandersetzung zwischen Punks und Skinheads. Daraus soll die Idee beteiligter Skinheads entstanden sein, die Sache am nächsten Tag beim Zionskirch-Konzert in größerer Runde im Sinne einer Revanche „zu klären“. Das HdjT gehörte 1987/1988 ebenso wie die HO-Gaststätten Frankfurter Tor in der Warschauer Straße, Sputnik in der Greifswalder Straße, Rennsteig in der Schönhauser Allee und die Diskothek Café Nord in der Wichertstraße (Prenzlauer Berg) zu den Treffpunkten der Rechtsradikalen in Ost-Berlin.

### Geschehen am 17. Oktober 1987

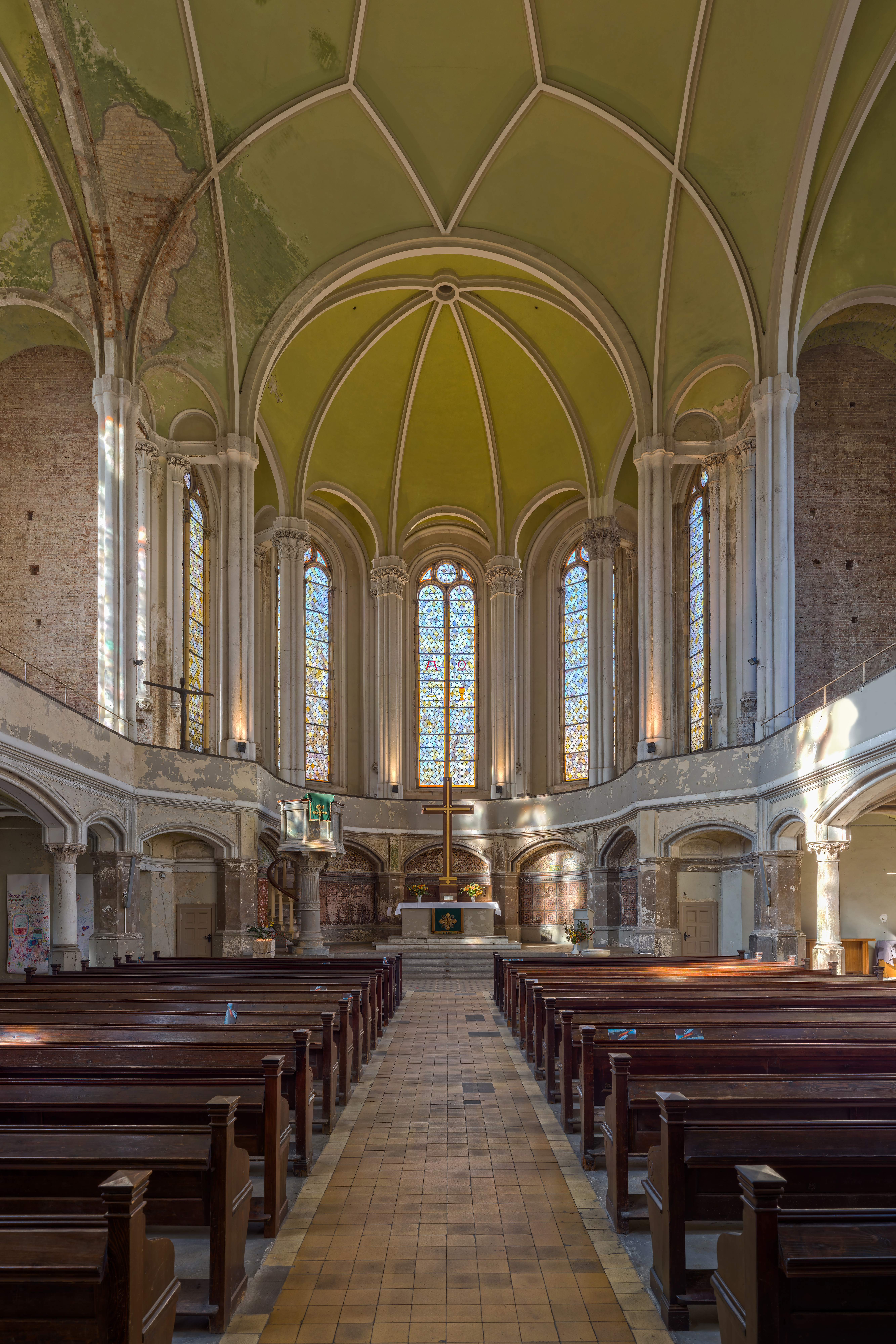
Innenraum der Zionskirche (2015). Die Bands spielten vor dem Altar, direkt unter dem Kreuz. Der Angriff fand durch das Portal rechterhand statt.

Das Konzert fand wie geplant am Abend des 17. Oktober 1987 statt. Bei Element of Crime stand Sven Regener am Mikrofon. Als Vorband trat die Ost-Berliner Punkband Die Firma auf, dabei spielte Paul Landers Gitarre, Tatjana Besson den Bass und Bandgründer Frank „Trötsch“ Tröger lieferte den Gesang. Landers war später Gründungsmitglied von Rammstein, wohingegen Besson und Tröger später als Inoffizielle Mitarbeiter (IM) des MfS enttarnt wurden. Das Konzert war gut besucht, die Besucherzahl wurde auf 1000 bis 2000 geschätzt. Eintrittskarten gab es nicht, am Ausgang konnte man spenden. Die Bands spielten im Bereich des Altars, Besucher standen zwischen den Kirchenbänken, neben und auch hinter der Band, teils auf waghalsig erkletterten Positionen an Kanzel oder Emporen.
Zeitgleich zum Zionskirch-Konzert fand in der HO-Gaststätte „Sputnik“ im Prenzlauer Berg eine geschlossene Veranstaltung statt, bei der etwa 100 Skinheads feierten. Anlass boten ein Geburtstag sowie die Verabschiedung eines Skinheads zum zehnjährigen Militärdienst als Berufsunteroffizier. Die Kneipe in der Greifswalder Straße 204 ist ungefähr zwei Kilometer von der Zionskirche entfernt. Am Nachmittag hatte in Ost-Berlin Lok Leipzig gegen Union Berlin gespielt, am Rande gab es Prügeleien mit Skins und Hooligans. Die auf der Party feiernden Skinheads waren teilweise der Fan-Szene des BFC Dynamo zuzurechnen, doch waren auch Union-Fans da. Auch einige Skinheads aus West-Berlin feierten mit. Diese hatte Torsten B. vom Grenzübergang Bahnhof Friedrichstraße abgeholt und zur Party gebracht.
Nach Ende des Konzertes leerte sich die Kirche, es waren noch etwa 500 Besucher anwesend. Kurz nach 22:00 Uhr stürmten rund 30 Skinheads wahllos prügelnd durch den Eingang des rechten Seitenflügels. Berichtet wurde der Einsatz von Schlagwerkzeugen wie zum Beispiel Fahrradketten. Dabei riefen sie Parolen wie „Keine Juden in deutschen Kirchen“ und „Kommunistenschweine“. Zuerst wichen die Konzertbesucher trotz ihrer großen Überzahl zurück. Nach einiger Zeit formierten sich kleinere Gruppen von Punks zum Widerstand und drängten die Skinheads aus der Kirche. Dabei wurden Flaschen geworfen, die teils die eigenen Leute trafen. Von Kirchenbänken wurden Holzlatten abgerissen und als Prügel genutzt. Draußen vor der Kirche gingen die Schlägereien teils weiter. Die Polizei war in den umliegenden Straßen mit mehreren Streifenwagen und vollbesetzten Mannschafts-LKW präsent, griff aber nicht ein. Die Personalien der vom Zionskirchplatz abziehenden Skinheads wurden dabei von der Polizei nicht aufgenommen.
Diese polizeiliche Passivität führte in der folgenden Zeit zu Spekulationen, die Situation sei durch die Führung von Polizei und MfS vorsätzlich herbeigeführt, zumindest jedoch bewusst geduldet worden. Diese These war seinerzeit plausibel, weil die Punk- und Skinhead-Szene bekanntermaßen durch die Stasi unterwandert war. Man konnte also davon ausgehen, dass die Behörden sowohl die Planung des Konzerts wie auch die Planung des Überfalls kannten, wenn sie diesen nicht sogar bewusst inszeniert hatten. Untersuchungen nach 1990 kamen zu dem Ergebnis, dass diese These nicht zu halten ist. Zwar wussten die Sicherheitsorgane vorher von dem Konzert, der Überfall war jedoch mit hoher Wahrscheinlichkeit nicht gesteuert. Stattdessen lag das Versagen der Polizei an einem fehlenden klaren Einsatzbefehl bei gleichzeitigem Mangel an Führung und Kommunikation sowie Angst der Einsatzkräfte vor dem unerwartet gewalttätigen Geschehen.
Nachdem die Skinheads den Tatort mit der Straßenbahn verlassen hatten, verteilte sich ihre Gruppe ab der Schönhauser Allee Ecke Dimitroffstraße. Ein Teil überfiel Männer auf dem dortigen Schwulentreff, ein Teil ging in eine Kneipe, und eine weitere Teilgruppe stieg in die Straßenbahn Richtung Warschauer Straße um. Zwei Konzertbesucher waren schon in der ersten Straßenbahn mitgefahren und zeigten diese Gruppe nun bei einer zu Fuß patrouillierenden Polizeistreife wegen Körperverletzung an. Die Polizisten schickten der Straßenbahn per Funk einen Streifenwagen hinterher. An der Kreuzung Dimitroffstraße/Greifswalder Straße stoppte die Streifenwagenbesatzung die Straßenbahn, holte die Gruppe Skinheads heraus und nahm die Personalien auf. So kamen die Ermittlungen in Gang.

### Strafrechtliche Verfolgung
Der erste Prozess gegen vier am Überfall beteiligte Skinheads fand vom 27. November bis zum 3. Dezember 1987 vor der Strafkammer des Stadtbezirksgerichts Berlin-Mitte statt. Es gab drei Hauptverhandlungstage (27. November, 30. November und 1. Dezember), am 3. Dezember 1987 wurde das Urteil in erster Instanz verkündet. Angeklagt waren:
- Ronny B. (* 1965[13]), der 22-jährige Anführer der „Lichtenberger Front“, BFC-Hooligan, 195 cm groß, dirigierte während des Überfalls die Skinheads.[14] Ronny B. war Post-Angestellter mit Wohnsitz in Bernau.[11]
- Sven E. (* 1967[13]), der damals 20-jährige Angeklagte zählt zu den BFC-Hooligans.[14] Sven E. war Glas- und Gebäudereiniger mit Wohnsitz in Berlin-Treptow.[11]
- Torsten B. (* 1970[13]), der damals 17-Jährige gestand als Einziger der Angeklagten, mit einem „Heil-Hitler“-Ruf selbst rechtsradikale Parolen gebrüllt zu haben.[14] Torsten B. war Lehrling beim VEB Kühlautomat Berlin mit Wohnsitz in Berlin-Mitte.[11]
- Frank B. (* 1964[13]), der Angeklagte war zum Tatzeitpunkt ca. 23 Jahre alt. Frank B. war Handwerker in der Instandsetzung beim VEB Plasta Erkner mit Wohnsitz in Erkner.[11]

Normalerweise fanden Prozesse nach Jugendstrafrecht in der DDR nur unter eingeschränkter Öffentlichkeit statt, bei diesem Prozess waren hingegen Vertreter der SED und FDJ, Mitarbeiter des MfS und ein Journalist der Jungen Welt anwesend. Auch unabhängige Beobachter nahmen teil, darunter Vertreter der Zionskirch-Gemeinde. Mitschnitte der Prozesse befinden sich im Audioarchiv der Robert-Havemann-Gesellschaft. 22 Zeugen wurden gehört. Die Angeklagten wurden wegen „Rowdytums“ (§ 215 StGB-DDR) in Tateinheit mit „öffentlicher Herabwürdigung“ (§ 220 StGB-DDR) zu Haftstrafen zwischen ein und zwei Jahren verurteilt.
Drei der vier Angeklagten legten Berufung gegen das Urteil ein, auch der Staatsanwalt des Bezirks Mitte ging in Revision. Währenddessen gab es Leserbriefe und Eingaben, in denen das Urteil ob des als gering wahrgenommenen Strafmaßes kritisiert wurde. Das Oberste Gericht empfahl in einem offiziellen Schreiben eine Neuverhandlung vor dem Stadtgericht Berlin als zweiter Instanz. Am Stadtgericht Berlin fand am 22. Dezember 1987 die Hauptverhandlung statt. Dabei wurden alle vier Urteile ohne erneute Beweisaufnahme im Strafmaß erhöht, was vorher durch Erich Honecker persönlich abgezeichnet worden war. Die Berufungen der Angeklagten wurden als unbegründet zurückgewiesen. Der als Haupttäter und Anführer angesehene Ronny B. erhielt mit vier Jahren Haft die längste ausgesprochene Strafe.
Der zweite Prozess gegen acht weitere Tatbeteiligte am Überfall auf die Zionskirche begann am 26. Januar 1988 vor dem Stadtbezirksgericht Berlin-Mitte. Das Urteil erging am 3. Februar 1988, verhängt wurden Haftstrafen zwischen anderthalb Jahren und drei Jahren und neun Monaten. Mitangeklagt war André R., dessen Vater als Major bei der Staatssicherheit für „Rechtsextremismus“ zuständig war. André R. wurde zu zwei Jahren Haft verurteilt, wegen guter Führung vorzeitig entlassen, und wirkte an der Umwandlung der von ihm mitgegründeten Skinhead-Gruppe „Lichtenberger Front“ zur „Bewegung 30. Januar“ mit, die 1990 zur Nationalen Alternative wurde. 1990 wurde André R. stellvertretender Vorsitzender dieser neonazistischen Partei. Nicht angeklagt wurde Jens-Uwe V., der als Führer der BFC-Hooligans galt und bekanntermaßen am Überfall teilgenommen hatte. Es gab Gerüchte, dass dies an seiner Zusammenarbeit mit dem MfS lag.
Der Hauptangeklagte aus dem ersten Prozess, Ronny B., wurde im Mai 1990 vorzeitig aus der Haft in Bautzen entlassen. 2007 bemühte sich B. mit Verweis auf das vorher abgesprochene Strafmaß um Anerkennung als Opfer des SED-Regimes, was ihm eine Entschädigung eingebracht hätte.
Im März 1992 wurde vor dem Jugendschöffengericht in Moabit gegen drei West-Berliner Tatbeteiligte verhandelt. Angeklagt waren zwei Männer, die zur Tatzeit 16 bzw. 18 Jahre alt waren, und eine Frau mit dem Tatalter von 18 Jahren. Die DDR-Generalstaatsanwaltschaft hatte seinerzeit ein Rechtshilfeersuchen an die West-Berliner Strafverfolgungsbehörden gerichtet, um tatbeteiligte Skinheads zu ermitteln. Laut Anklage von 1992 gab es noch zehn weitere, unbekannt gebliebene West-Berliner Täter sowie 50 tatbeteiligte Skinheads aus Ost-Berlin. Hauptangeklagter im Moabiter Verfahren war Martin Sch., genannt „Bomber“. Der Prozess fand unter Ausschluss der Öffentlichkeit statt und wurde gegen Zahlung von Geldbußen eingestellt.

### Zeitgenössische Wahrnehmung in den Medien
Erste Berichte in Massenmedien über den Überfall erschienen in „Westmedien“, dann auch in der Untergrundpresse der DDR. Die offiziellen Ost-Medien verschwiegen die Vorfälle zuerst und reagierten erst später auf westliche Veröffentlichungen, jedoch in einer Art, die ohne Kenntnis der westmedialen Berichte nur schwer verständlich war. Dies wurde auch von „linientreuen“ DDR-Bürgern beklagt. Weiter bagatellisierten die DDR-Medien die Vorfälle, verschwiegen den rechtsextremistischen Kontext oder überbetonten den Anteil der Täter aus West-Berlin. In der Jungen Welt stand erstmals am 30. Dezember 1987 etwas von „Skinrowdys“, eine Verballhornung von „Skinheads“ mit „Rowdys“. Das Neue Deutschland nannte erstmals am 5. Februar 1988 „sogenannte Punks“ als Beteiligte.
Am 18. Oktober berichtete der West-Berliner Radiosender RIAS schon frühmorgens über die Vorgänge, am 21. Oktober erschien die erste Zeitungsmeldung in der taz, ebenfalls in West-Berlin. Darin wurden die beteiligten Gruppen (Punks) und Täter (Skinheads) ebenso genannt wie die faschistischen Parolen und das Nichteingreifen der Volkspolizei.
In der Berliner Zeitung erschien am 19. November eine kurze Nachricht, in der die Festnahme einiger Täter vermeldet wurde. Im Neuen Deutschland wurde der Überfall auf die Zionskirche erstmals am 28. November 1987 erwähnt, anlässlich der Eröffnung des ersten Gerichtsverfahrens. Die Täter wurden in der kurzen Notiz als Rowdys bezeichnet, der Fokus lag auf der Ausübung von Gewalt, nicht auf der Ideologie der Täter.
Am 12. Dezember 1987 forderte der Chefredakteur der Jungen Welt Hans-Dieter Schütt in einem Kommentar eine härtere Bestrafung. Er setzte dabei Teilnehmer einer Mahnwache an der Zionskirche mit Neonazis gleich und betonte den westlichen Einfluss:

„Der Feind, ob er nun mit missionarischem Eifer junge Literaten gegen uns losschickt, ob er nun in der Pose des Mahnwächters, stets pünktlich auf Bestellung mit Fernsehkameras, vor Kirchentore zieht, oder ob er Rowdys mit faschistischem Vokabular und Schlagwaffen ausrüstet – er hat bei uns keine Chance.“

Auch das Urteil in zweiter Instanz wurde weithin wahrgenommen und kommentiert. Vera Wollenberger nahm in Ost-Berlin einen Beitrag über die Vorfälle auf, der in der Sendung Radio Glasnost in West-Berlin ausgestrahlt wurde. Der Kommentar wies darauf hin, dass die zur Anwendung gebrachten Paragraphen trotz Strafverschärfung im Grunde unpolitisch waren. Die gegen Oppositionelle sonst benutzten politischen Paragraphen wie „Staatsfeindliche Gruppenbildung“ (§ 107 StGB-DDR), „Staatsfeindliche Hetze“ (§ 106 StGB-DDR) und „Ungesetzliche Verbindungsaufnahme“ (§ 219 StGB-DDR) wurden nicht angewandt. Damit stelle sich die DDR-Führung und -Justiz in die Tradition „Härte gegen links, Nachsicht gegen rechts!“

### Reaktionen über den Fall hinaus
Als Reaktion auf den Überfall auf die Zionskirche und insbesondere das breite Presseecho im Westen beschloss die Partei- und Staatsführung der DDR eine härtere Gangart gegenüber Skinheads. Zahlreiche Skinheads wurden „präventiv zugeführt“, also ohne konkreten Anlass festgenommen und verhört. Ab dem Beginn des Jahres 1988 versuchten die „Sicherheitsorgane“, Skinheads in der DDR nicht mehr sichtbar werden zu lassen. Typische Treffs der Jugendlichen wie Diskotheken, Jugendclubs und Kneipen erhielten die Anweisung, Personen mit Skinhead-Aussehen nicht mehr einzulassen und auch nicht zu bedienen. Bei Widerstand sollte die Volkspolizei gerufen werden. Manche Skinheads, insbesondere Führungspersonen, reagierten darauf mit dem Tragen von eher unauffälliger, sportlicher Kleidung. Ab 1987/1988 bildete sich so die „Fascho“-Strömung heraus, die nach außen unauffällig und angepasst agierte, nach innen aber in konspirativer Arbeit die Ideologie der NSDAP vertrat. Es wurden kleinere Zellen gebildet, die überregional vernetzt waren.
Das Innenministerium der DDR bildete eine Forschungsgruppe aus Kriminologen und Soziologen, die intern „AG Skinhead“ genannt wurde. Dies geschah in Abstimmung mit der Abteilung Sicherheit des ZK der SED. Der Forschungsgruppe gehörten Angehörige der Kriminalpolizei und Wissenschaftler der Humboldt-Universität an, leitend waren der Kripo-Oberstleutnant Bernd Wagner und die Soziologin Loni Niederländer. Die Forschungsgruppe untersuchte das rechtsextreme Milieu unter Jugendlichen der DDR, insbesondere in Leipzig, Weimar und Berlin. Hauptmittel der Untersuchung waren die Auswertung von Ermittlungsunterlagen und Strafakten sowie Gespräche mit Rechtsradikalen und der Jugendstaatsanwaltschaft. Im Ergebnis wurde die Zahl von Neonazis DDR-weit auf 6000 Personen geschätzt. Die meisten Neonazis kamen aus der jungen Arbeiterklasse. Monatlich gab es 1988 bis zu 500 Taten aus diesem Milieu, unter anderem Angriffe auf Gastarbeiter aus Mosambik. Der Einfluss aus dem Westen schien gering, die Entwicklung war also „hausgemacht“. Die „AG Neonazis“ wurde im Herbst 1988 wieder aufgelöst, die November 1988 abgeschlossene Studie erhielt einen Sperrvermerk, wurde also geheim gehalten.
Eine Studie des Leipziger Zentralinstituts für Jugendforschung unter Leitung von Walter Friedrich kam zu dem Ergebnis, dass 2 % der DDR-Jugendlichen sich als Mitglieder der Skinheadszene betrachteten, während 4 % mit ihnen sympathisierten. Knapp ein Drittel der Jugendlichen hießen rechte Aktivitäten gut. Auch diese Studie erhielt einen Sperrvermerk.
In direkter Reaktion auf den Überfall auf die Zionskirche bildeten sich in der DDR die ersten unabhängigen Antifa-Gruppen. Unter den Teilnehmern des Konzertes war der Eindruck verbreitet, dass der Widerstand im Kirchenraum gegen die rein zahlenmäßig stark unterlegene Gruppe der Skinheads zu schwach war und sich nicht schnell genug formierte – beides eine Folge der fehlenden Organisation. Zudem schien die Staatsmacht die rechtsextremen Schläger zu tolerieren, griff jedenfalls nicht ein. Zwar war die Erfahrung von Gewalt durch Skinheads unter Punks und deren Sympathisanten 1987 keinesfalls neu, aber in ihrem massiven Auftreten und dem In-Stich-gelassen-Werden durch die Staatsmacht lag eine neue Qualität. In Potsdam und Dresden wurden noch 1987 unabhängige Antifa-Gruppen gebildet, in Halle 1988 und in Berlin nach einem gescheiterten Versuch von 1987 dann im April 1989 in den Räumen der Kirche von Unten.

## Rezeption
Der Bürgerrechtler Konrad Weiß verfasste im November 1988 den Text „Die neue alte Gefahr: Junge Faschisten in der DDR“ und veröffentlichte ihn im März 1989 in der Untergrundzeitschrift KONTEXT. In dieser frühen Analyse des Rechtsradikalismus in der DDR nahm Weiß direkten Bezug auf den Überfall auf die Zionskirche, insbesondere die Verehrung der am Überfall beteiligten und verurteilten Gewalttäter als „Märtyrer der Bewegung“ durch die rechte Szene. Hauptthese des Textes von Weiß war die Kontinuität nationalsozialistischen Denkens auf dem Gebiet der DDR vor und nach 1945. Dieses Denken konnte in den 1980er Jahren unter den begünstigenden Bedingungen von wirtschaftlicher Stagnation, „krampfhafter“ Vermeidung des Nationalen und der Bejahung von staatlicher Gewalt sowie Mangel an demokratischen Traditionen aufblühen.
Silvio Meier, der Initiator des Konzerts in der Zionskirche, wurde im November 1992 in Berlin auf dem U-Bahnhof Samariterstraße von Neonazis erstochen. Diese Tat wurde seitdem häufig in eine Ereigniskette mit dem Überfall auf die Zionskirche gestellt. Die Kontinuität von rechtsextremer Gewalt vor und nach 1989 anhand dieser beiden Ereignisse wurde insbesondere anlässlich der Umbenennung der Friedrichshainer Gabelsbergerstraße zur Silvio-Meier-Straße 2012/2013 betont.
Im September 2006 wurde der Dokumentarfilm Die Nationale Front – Neonazis in der DDR in der Zionskirche uraufgeführt, im November 2006 folgte die Erstausstrahlung im Fernsehen. Die Produktion entstand im Auftrag des rbb, die Bundesstiftung zur Aufarbeitung der SED-Diktatur förderte das Projekt. Im Mittelpunkt des Films steht der Überfall auf die Zionskirche samt Kontext und Folgen. Zu Wort kommen verschiedene Protagonisten des Geschehens, darunter auch Hans-Dieter Schütt wie auch zwei damalige Angeklagte (Ronny B. und Frank H.). Der Film betrachtet das Geschehen um den Überfall weniger als Geschichte, sondern mehr als Beispiel für die Unfähigkeit des SED-Staates zur öffentlichen Auseinandersetzung mit Problemen wie dem erstarkenden Rechtsextremismus.
2012 strahlte der MDR in der Serie Nah dran einen Fernsehbeitrag zum Überfall auf die Zionskirche aus. Im ZDF-Dreiteiler Preis der Freiheit (Premiere 2019) wurde der Überfall auf die Zionskirche in die Handlung eingeflochten, ebenso wie die Durchsuchung der Umweltbibliothek und die Proteste bei der Liebknecht-Luxemburg-Demonstration von 1988, alles vermengt mit privaten Handlungssträngen.
Erzählt wird vom Überfall in Jenny Erpenbecks Roman Kairos (2021).